# گراف (آیووا)
گراف (به انگلیسی: Graf) شهری در ایالت آیووا کشور ایالات متحده آمریکا است که جمعیت آن در سرشماری سال ۲۰۱۰ میلادی، ۷۹ نفر بوده‌است.